# Sân vận động Artemio Franchi
Sân vận động Artemio Franchi (tiếng Ý: Stadio Artemio Franchi) là một sân vận động bóng đá ở Firenze, Ý. Hiện tại đây là sân nhà của ACF Fiorentina. Sân vận động có biệt danh cũ là "Thành phố". Khi được xây dựng ban đầu, sân được gọi là Sân vận động Giovanni Berta, theo tên chiến binh phát xít người Firenze Giovanni Berta.
Sân vận động chính thức được khánh thành vào ngày 13 tháng 9 năm 1931 với trận đấu giữa Fiorentina và Admira Wien (1–0), mặc dù phải đến năm 1932, sân vận động mới chính thức được hoàn thành. Sân hiện có sức chứa 47.282 chỗ ngồi. Kiến trúc sư của sân là Pier Luigi Nervi (được biết đến với việc thiết kế Hội trường Nervi ở Vatican) và đây là một trong những công trình tiêu biểu nhất về kiến trúc thế kỷ 20 trong thành phố. Sân đã tổ chức một số trận đấu của World Cup 1934, cũng như các trận đấu môn bóng đá của Thế vận hội Mùa hè 1960 được tổ chức tại Roma. Năm 1945, sân đã tổ chức trận đấu Spaghetti Bowl giữa các đội phục vụ quân đội Hoa Kỳ.
Sân vận động này được xây dựng hoàn toàn bằng bê tông cốt thép với một tòa tháp cao 70 mét (230 ft) mang cờ của sân vận động. Tòa tháp được mệnh danh là "Tháp Marathon". Xung quanh chân tháp, các đường dốc xoắn ốc dẫn từ tầng trệt đến mép trên của khán đài. Ban đầu sân được gọi là "Thành phố" nhưng được đổi tên theo tên của cựu chủ tịch FIGC, Artemio Franchi, vào năm 1991. Sân vận động đã được cải tạo cho Giải vô địch bóng đá thế giới 1990, bao gồm việc loại bỏ đường chạy và tăng sức chứa chỗ ngồi. Tại World Cup 1990, sân đã tổ chức ba trận đấu ở bảng A và trận đấu giữa Argentina với Nam Tư ở vòng tứ kết, trận đấu mà Argentina đã giành chiến thắng sau loạt sút luân lưu.
Kỷ lục khán giả chính thức là 58.271 người vào ngày 25 tháng 11 năm 1984, trong một trận đấu Serie A giữa Fiorentina và Internazionale.